# Пизау
Пизау (њем. Piesau) општина је у њемачкој савезној држави Тирингија. Једно је од 39 општинских средишта округа Залфелд-Рудолштат. Према процјени из 2010. у општини је живјело 810 становника. Посједује регионалну шифру (AGS) 16073066.

## Географски и демографски подаци
Пизау се налази у савезној држави Тирингија у округу Залфелд-Рудолштат. Општина се налази на надморској висини од 640 метара. Површина општине износи 7,9 km². У самом мјесту је, према процјени из 2010. године, живјело 810 становника. Просјечна густина становништва износи 103 становника/km².